# Valerian Grigorievitch Madatov
Valerian Grigorievitch Madatov (en russe : Валериа́н Григо́рьевич Мада́тов, translittération : Valérian Grigorievitch Madatov ; en arménien : Ռոստոմ Մադաթյան, Rostom Madatyan ; 1782-1829) est un prince russe de famille arménienne et un général d'infanterie.

## Biographie
Valerian Grigorievitch Madatov naît à Avetaranots, un village du Khanat du Karabagh (Haut-Karabagh actuel) ; le vrai nom de la famille Madatov est Gregorian (Kyuki) et son père descend de Shah Nazar II, mélik de Varanda. À 15 ans, en arrivant en Russie, il prend l'identité de Valerian Madatov, du nom de jeune fille de sa mère, Madatyan, et Paul Ier l'aurait autorisé à porter le titre princier comme geste diplomatique à ses 17 ans. Il arrive à Moscou en 1799 avec une délégation de méliks arméniens dirigée par Dzhimshit Shah Nazarov, qui cherche à protéger l'Arménie chrétienne des musulmans. À Saint-Pétersbourg, il vit chez Jean Lazarev Lazarevic et est proche de Mgr Hosvep Arghouthian (né prince Argustinski-Dolgorouki), archevêque des Arméniens de l’Empire russe.

## Carrière militaire
Pendant la guerre russo-turque de 1806-1812, il se distingue à la bataille de Korbyn, à la bataille de Gorodechno et à Borisov (Biélorussie) ainsi que pendant l'occupation de Vilnius. Madatov est blessé en 1813 à Leipzig.
En 1816, il est nommé gouverneur du khanat du Karabagh, puis de ceux de Shaki et du Chirvan. En 1818, il est dans l'armée d'Alexis Iermolov pour conquérir la Tchétchénie. À eux deux, il conquièrent tous les khanats mais aussi organisent le commerce, l'élevage de la soie, les tribunaux, et une organisation similaire à celle des cosaques.
En 1826, Madatov défait les Perses à Shamkhor et collabore avec Paskievitch à la défaite du Shah Abbas Mirza lors de la prise de la forteresse de Choucha.
En 1828, il passe dans la partie européenne de l'Empire ottoman et remporte deux victoires à Pravod et Choumla. Il tombe peu après malade et meurt le 4 septembre 1829. Il est inhumé au cimetière Tikhvine à Saint-Pétersbourg.

## Sources
- (ru) Cet article est partiellement ou en totalité issu de l’article de Wikipédia en russe intitulé « Мадатов, Валериан Григорьевич » (voir la liste des auteurs).
- (ru) Dictionnaire des généraux russes, membres des hostilités de la guerre contre l'armée de Napoléon Bonaparte (1812-1815)
- V. Glinka, Galerie militaire du Palais d'Hiver, 3e édition, p. 138-141.